# El beso (Gustav Klimt)
El beso (original en alemán: Der Kuss) es una obra del pintor austríaco Gustav Klimt y probablemente su obra más conocida. Es un óleo con laminillas de oro y estaño sobre lienzo de 180 x 180 centímetros, realizado entre 1907 y 1908.
Esta obra, que sigue los cánones del Simbolismo, es una tela con decoraciones y mosaicos sobre un fondo dorado. Está expuesta en la Österreichische Galerie Belvedere de Viena. Normalmente las obras de Klimt creaban escándalos y eran criticadas como "pornografía" y por ser "excesivamente pervertidas". Las obras pusieron a Klimt como un "enfant terrible" por sus opiniones antiautoritarias y antipopulistas sobre el arte. 
Él escribió: "Si no se puede complacer a todo el mundo con sus obras y su arte, por favor complace a unos pocos". Por el contrario, El beso fue recibida con entusiasmo, y de inmediato no encontró un comprador.

## Descripción
Gustav Klimt representa a una pareja encerrada en la intimidad, mientras que el resto de la pintura se disuelve en un fondo brillante con un patrón extravagante. El patrón sugiere el estilo del Art Nouveau y las formas orgánicas del movimiento Arts and Crafts contemporáneos.  Al mismo tiempo, el fondo evoca el conflicto entre dos y tres dimensiones, intrínsecas a la obra de Degas y otros modernistas. Pinturas como El beso eran manifestaciones visuales del espíritu de "fin-de-siècle" porque capturan una decadencia que transmiten estas opulentas y sensuales imágenes. El uso de la hoja de oro hace recordar las pinturas medievales de "oro molido", manuscritos iluminados, mosaicos anteriores y los patrones en espiral en la ropa hacen recordar el arte de la Edad de Bronce, así también los zarcillos decorativos vistos en el arte occidental desde antes de la época clásica. La cabeza del hombre termina muy cerca de la parte superior del lienzo, un alejamiento de los cánones occidentales tradicionales que refleja la influencia de la estampa japonesa, al igual que la composición muy simplificada. 
Las dos figuras se encuentran en el borde de un pedazo de prado florido. El hombre lleva una túnica con rectángulos en blanco y negro irregulares, colocados en la hoja de oro decorada con espirales. Lleva una corona de vides mientras que la mujer se muestra con un vestido ajustado estampado con flores como redondas o motivos ovalados sobre un fondo de líneas onduladas paralelas. Su cabello está salpicado de flores y usa un peinado ahuecado, a la moda; se forma un halo circular que resalta su rostro, y el cual se continúa bajo la barbilla por lo que parece ser un collar de flores. Del mismo modo parejas yuxtapuestas aparecen también en el Friso de Beethoven de Klimt y Stoclet Frieze. Se cree que Klimt y su compañera sentimental Emilie Flöge modelaron para el trabajo, pero no hay evidencia o registro para probar esto. Otros sugieren que la mujer era la modelo empleada por el artista conocida como "Red Hilda"; ella tiene gran parecido con la modelo en obras como: Mujer con boa de plumas, Goldfish y Dánae. 1907
El uso por Klimt de la hoja de oro se inspiró en un viaje que había hecho a Italia en 1903, cuando visitó Rávena y vio los mosaicos bizantinos de la iglesia de San Vital. Para Klimt la planitud de los mosaicos, su falta de perspectiva y profundidad sólo mejoraban el brillo del oro, y él comenzó a hacer un uso sin precedentes de la hoja de oro y plata en su propia obra.
En la literatura más reciente se ha interpretado este lienzo, desde la óptica de la iconografía, como una representación simbólica del momento en que Apolo besa a la ninfa Dafne que se está convirtiendo en laurel, de acuerdo con el relato de la metamorfosis de Dafne que se encuentra en la obra de Ovidio. Su visión debe completarse con la del friso de Klimt en el comedor del Palacio Stoclet de Bruselas, en el que la metamorfosis se consuma y se produce el nacimiento de un nuevo laurel. Se trata de una perspectiva, apoyada en la literatura, que da sentido a esta obra de Klimt en un contexto iconográfico, no sólo metafórico, de la historia del arte. Hay muchas reproducciones de este cuadro.